# Irwa
Die Irwa (russisch Ирва) ist ein 174 km langer linker Nebenfluss der Mesen in der Republik Komi in Nordwestrussland.
Die Irwa hat ihren Ursprung südwestlich des Timanrückens. Sie fließt zuerst nach Nordosten, wendet sich dann nach Westnordwest und ändert kurz vor ihrer Mündung in den Oberlauf der Mesen ihre Richtung nach Süden. Das Einzugsgebiet der Irwa misst 2260 km² und grenzt im Norden und Osten an das der Jolwa. Die Irwa weist viele Flussschlingen auf. Das Frühjahrshochwasser während der Schneeschmelze macht den Großteil des Jahresabflusses aus.